# 橋本侑樹 (野球)
橋本 侑樹（はしもと ゆうき、1998年1月8日 - ）は、福井県大飯郡高浜町出身のプロ野球選手（投手）。左投左打。中日ドラゴンズ所属。

## 経歴

### プロ入り前
高浜町立高浜小学校3年生の時から野球を始めた。高浜町立高浜中学校時代は若狭高浜ボーイズで活躍し、高校は岐阜県にある大垣日本大学高等学校に進学する。
高校1年の夏には夏の甲子園大会に出場し、開幕戦の有田工業高等学校戦で救援登板するも、1回3失点で敗戦投手となった。
進学した大阪商業大学では1年春からリーグ戦に出場し、3年の秋季リーグでは最優秀防御率賞を獲得。4年秋の京都産業大学戦でリーグとして9年ぶり9人目となるノーヒットノーランを達成するなど、大西広樹と2枚看板として活躍。担当記者クラブ賞と特別賞を獲得した。大学時代の2学年先輩に日下部光、同期には大西広樹、小野寺暖がいる。
2019年10月17日に行われたドラフト会議では、中日ドラゴンズから2位指名を受け、11月27日に契約金8000万円、年俸1200万円（金額は推定）で仮契約を結んだ。背番号はかつて岩瀬仁紀が使用していた13。高校のチームメイトには滝野要がおり、滝野とは大学とプロでもチームメイトになった。

### 中日時代
2020年は開幕一軍入りを果たすと、開幕2戦目となった6月20日の対東京ヤクルトスワローズ戦（神宮球場）で5回裏にプロ初登板し、1回を無安打無失点に抑えた。だが、その後は11試合の登板で防御率6.14と結果を残せず、8月3日に二軍に降格した。その後、9月29日に一軍に復帰したが、10月17日に再度二軍降格。この年は14試合に登板し、0勝0敗、防御率7.41という成績だった。オフの12月2日に150万円減となる推定年俸1050万円で契約更改。
2021年は、5月27日の福岡ソフトバンクホークス戦（バンテリンドーム ナゴヤ）で初ホールドを記録した。セ・パ交流戦では栗原陵矢、近藤健介、吉田正尚らパ・リーグの強打者から三振を奪ったほか、奪三振率は9.45に達するなど能力の片鱗を見せつけたが、後半戦は二軍暮らしが続いた。同年は28試合に登板し、0勝0敗1ホールド、防御率3.71という成績だった。オフの11月16日に300万円増となる推定年俸1350万円で契約更改。
2022年は前日の試合で負傷降板した岩嵜翔に代わり、3月27日に一軍昇格。同日の読売ジャイアンツ戦（東京ドーム）では1回無失点に抑えたものの、3月30日の横浜DeNAベイスターズ戦（バンテリンドーム ナゴヤ）では1回3失点の内容で、翌日登録抹消された。6月下旬以降二軍で先発として調整・登板を続け、8月14日の阪神タイガース戦（京セラドーム大阪）でプロ初先発。4回までは無失点に抑えていたが、5回裏に山本泰寛の中犠飛とメル・ロハス・ジュニアの左越3点本塁打で同点に追いつかれ、5回4失点で降板。結局、同年シーズンもプロ初勝利はお預けに終わった。11月20日、250万円減となる推定年俸1100万円で契約を更改した。
2023年は3月に救援に再転向し、開幕を二軍で迎えたものの、4月11日に一軍に合流した。10試合連続無失点を記録していたが、5月30日のソフトバンク戦（PayPayドーム）で2番手として登板した際に一死も取れないまま三者連続死球を与えるなどして降板し、その後一軍登録を抹消された。9月18日に再び一軍登録を受けると、同月21日のヤクルト戦（神宮球場）で2番手として登板した後に味方が逆転したため、プロ初勝利を挙げた。最終的にシーズンは13試合に登板し、防御率は1.17を記録した。オフの11月10日に、100万円増の推定年俸1200万円で契約更改した。
2024年は開幕一軍入りし、中継ぎとして27試合に登板して、2勝4ホールドを記録していたが、6月29日のDeNA戦で打球を捕球しようとした際に左手を負傷し降板した。翌30日に左環指末節骨骨折と診断され、登録を抹消された。7月13日の二軍戦で復帰登板すると、翌14日に一軍登録され、同日の阪神戦で一軍復帰を果たした。同年は自身最多となる47試合に登板し、3勝1敗5ホールド、防御率1.73を記録。11月21日、1500万円増となる推定年俸2700万円で契約を更改した。
2025年は、3月に開催されたラグザス侍ジャパンシリーズ2025のオランダ代表戦（強化試合）に日本代表として初選出される。

## 選手としての特徴
直球の最速は、2023年の二軍で記録した155km/h。

## 人物
2021年1月22日に中学校時代の同級生の一般女性と結婚した。
兄の幸樹も野球選手で、現在は北海道ベースボールリーグの富良野ブルーリッジに所属している。

## 詳細情報

### 年度別投手成績
| 年 度     | 球 団     | 登 板 | 先 発 | 完 投 | 完 封 | 無 四 球 | 勝 利 | 敗 戦 | セ 丨 ブ | ホ 丨 ル ド | 勝 率 | 打 者 | 投 球 回 | 被 安 打 | 被 本 塁 打 | 与 四 球 | 敬 遠 | 与 死 球 | 奪 三 振 | 暴 投 | ボ 丨 ク | 失 点 | 自 責 点 | 防 御 率 | W H I P |
| --------- | --------- | ----- | ----- | ----- | ----- | -------- | ----- | ----- | -------- | ----------- | ----- | ----- | -------- | -------- | ----------- | -------- | ----- | -------- | -------- | ----- | -------- | ----- | -------- | -------- | ------- |
| 2020      | 中日      | 14    | 0     | 0     | 0     | 0        | 0     | 0     | 0        | 0           | ----  | 80    | 17.0     | 20       | 3           | 13       | 0     | 1        | 13       | 1     | 0        | 15    | 14       | 7.41     | 1.94    |
| 2021      | 中日      | 28    | 0     | 0     | 0     | 0        | 0     | 0     | 0        | 1           | ----  | 112   | 26.2     | 26       | 0           | 8        | 1     | 1        | 28       | 0     | 0        | 11    | 11       | 3.71     | 1.28    |
| 2022      | 中日      | 4     | 1     | 0     | 0     | 0        | 0     | 0     | 0        | 0           | ----  | 39    | 8.1      | 12       | 2           | 3        | 0     | 3        | 5        | 0     | 0        | 9     | 9        | 9.72     | 1.80    |
| 2023      | 中日      | 13    | 0     | 0     | 0     | 0        | 1     | 0     | 0        | 0           | 1.000 | 64    | 15.1     | 9        | 0           | 10       | 0     | 3        | 9        | 1     | 0        | 2     | 2        | 1.17     | 1.24    |
| 2024      | 中日      | 47    | 0     | 0     | 0     | 0        | 3     | 1     | 0        | 5           | .750  | 225   | 52.0     | 46       | 0           | 22       | 0     | 2        | 54       | 0     | 0        | 19    | 10       | 1.73     | 1.31    |
| 通算：5年 | 通算：5年 | 106   | 1     | 0     | 0     | 0        | 4     | 1     | 0        | 6           | .800  | 520   | 119.1    | 113      | 5           | 56       | 1     | 10       | 109      | 2     | 0        | 56    | 46       | 3.47     | 1.42    |

- 2024年度シーズン終了時

### 年度別守備成績
| 年 度 | 球 団 | 投手  | 投手  | 投手  | 投手  | 投手  | 投手     |
| 年 度 | 球 団 | 試 合 | 刺 殺 | 補 殺 | 失 策 | 併 殺 | 守 備 率 |
| ----- | ----- | ----- | ----- | ----- | ----- | ----- | -------- |
| 2020  | 中日  | 14    | 0     | 1     | 0     | 0     | 1.000    |
| 2021  | 中日  | 28    | 1     | 5     | 0     | 0     | 1.000    |
| 2022  | 中日  | 4     | 0     | 1     | 0     | 0     | 1.000    |
| 2023  | 中日  | 13    | 1     | 2     | 0     | 0     | 1.000    |
| 2024  | 中日  | 47    | 6     | 13    | 1     | 1     | .950     |
| 通算  | 通算  | 106   | 8     | 22    | 1     | 1     | .968     |

- 2024年度シーズン終了時

### 記録
初記録
投手記録
- 初登板：2020年6月20日、対東京ヤクルトスワローズ2回戦（明治神宮野球場）、5回裏に2番手で救援登板、1回無失点[16][48]
- 初奪三振：2020年6月25日、対横浜DeNAベイスターズ3回戦（横浜スタジアム）、6回裏に宮﨑敏郎から空振り三振[49][50]
- 初ホールド：2021年5月27日、対福岡ソフトバンクホークス3回戦（バンテリンドーム ナゴヤ）、8回表に4番手で救援登板、1回無失点[21][51]
- 初先発登板：2022年8月14日、対阪神タイガース20回戦（京セラドーム大阪）、5回4失点で勝敗つかず[32][33][52]
- 初勝利：2023年9月21日、対東京ヤクルトスワローズ25回戦（明治神宮野球場）、5回裏に2番手で救援登板、1回無失点[38]

打撃記録
- 初打席：2022年8月14日、対阪神タイガース20回戦（京セラドーム大阪）、3回裏にジョー・ガンケルから一犠打[52][53]

その他の記録
- 1イニング3与死球：2023年5月30日、対福岡ソフトバンクホークス1回戦（福岡PayPayドーム）、4回裏に近藤健介、柳田悠岐、栗原陵矢に3連続与死球 ※史上12人目、史上最多タイ、交流戦史上初[54][55]
- 三者連続与死球：同上 ※史上3人目、史上最長タイ、交流戦史上初[56][55]

### 背番号
- 13（2020年 - ）

### 登場曲
- 「爆勝宣言 -2003 Original New Version-（橋本真也入場テーマ曲）」鈴木修（2020年 - ）[57][58]